# Adelopoma stolli
Adelopoma stolli é uma espécie de gastrópode  da família Cyclophoridae. 
Pode ser encontrada nos seguintes países: Guatemala e Nicarágua. 